# 葉伊斯克
46°42′N 38°17′E / 46.700°N 38.283°E
葉伊斯克（羅馬化：Yeysk）是俄羅斯克拉斯諾達爾邊疆區的一個城市，位於亞速海塔甘羅格灣，與烏克蘭馬里烏波爾隔灣相望。2002年人口86,349人。
葉伊斯克於1848年開埠。